# Thérèse de Bavoz
Thérèse de Bavoz (* 2. Juni 1768 in Billième; † 27. August 1838 in Pradines) war eine französische Benediktinerin, Äbtissin und Ordensgründerin.

## Leben und Werk

### Benediktinerin in Lyon
Thérèse de Bavoz entstammte einer savoyischen Adelsfamilie. Von 1778 bis 1783 besuchte sie das Internat der Ursulinen in Grenoble. 1786 trat sie in die Benediktinerinnenabtei Saint-Pierre-des-Terreaux in Lyon ein (heute Kunstmuseum), nahm den Ordensnamen Saint-Placide an und legte 1787 die feierliche Profess ab.

### Untergrund und Gefängnis. Sainte-Agathe-en-Donzy
1792 kam es zur Vertreibung der Nonnen durch die Französische Revolution. Thérèse lebte anfänglich ihr Ordensleben im Verborgenen weiter, wurde jedoch 1794 festgenommen und war für die Guillotine bestimmt, kam aber durch den Tod Robespierres Ende Juli frei. Wieder tauchte sie unter, diesmal im Hinterland von Tarare (Rhône). 1795 stieß sie zu einer Gruppe von ehemaligen Ordensfrauen, die der Priester Jean-François Magdinier (1750–1805) zwecks Einrichtung einer Mädchenschule in seinem Pfarrhaus in Sainte-Agathe-en-Donzy versammelt hatte. Als Folge des Staatsstreichs des 18. Fructidor V waren die Schwestern von Februar bis Mai 1798 in Gefängnissen in Roanne und Montbrison, konnten dann aber nach Sainte-Agathe zurückkehren.

### Karlsschwester
In der auf 20 Köpfe angewachsenen Schwesternschaft, deren „Konstitutionen von Sainte-Agathe“ 1801 durch das Erzbistum Lyon approbiert wurden, wirkte Thérèse als Novizenmeisterin. Der 1802 als Bischof eingesetzte Joseph Fesch, der die von Charles Démia gegründeten „Schwestern vom heiligen Karl“ (gemeint ist Karl Borromäus) wieder zugelassen hatte, schloss die Schwesterngemeinschaft von Sainte-Agathe an die Karlsschwestern an.

### Äbtissin von Pradines und Tod
1804 verlegte Magdinier die Gemeinschaft in das Schloss in Pradines (südöstlich Roanne) und machte Thérèse zur Oberin. Als er kurz darauf starb und erhebliche Schulden hinterließ, wurde die Gemeinschaft von Generalvikar Claude Cholleton (1751–1807) gerettet. Von 1812 bis Ende 1813 wirkte Thérèse im Mutterhaus der Karlsschwestern in Lyon als Novizenmeisterin. Dank Kardinal Fesch, der ab 1812 am Geschick der Gemeinschaft von Pradines zunehmend Anteil nahm (und der sich in den Wirren des Jahres 1814 dort versteckte), wurde der Konvent 1813 unabhängig und konnte, ohne auf das Lyoner Haus Rücksicht nehmen zu müssen, eine strengere Regel befolgen.
Thérèse verfolgte das Ziel, so bald als möglich wieder der benediktinischen Regel zu folgen. Sie schrieb Konstitutionen, ließ ab 1816 das Stundengebet beten, nahm ab 1818 die ersten Gelübde ab (gilt als Gründungsjahr der Abtei Saint-Pierre de Pradines), baute eine Kirche (1820 eingesegnet, 1835 feierlich eingeweiht), führte 1822 die Klausur ein und wurde 1825 von Jean-Gaston de Pins (1766–1850), Administrator des Erzbistums Lyon, zur Äbtissin geweiht. Die Regel wurde 1830 vom Heiligen Stuhl approbiert.
Damit gab es in Frankreich seit der Revolution zum ersten Mal wieder einen Konvent und ein Kloster des heiligen Benedikt. Nach ihr sollten Prosper-Louis-Pascal Guéranger und Cécile Bruyère, Jean-Baptiste Muard, Romain Banquet und Marie Cronier, sowie Emmanuel André in Frankreich für eine weitere Restauration der Benediktiner sorgen. Äbtissin Thérèse gründete Tochterklöster und versammelte ihre Gründungen in der Congrégation du Saint Cœur de Marie. Sie starb 1838 im Alter von 70 Jahren.

### Klostergründungen zu Lebzeiten und postum
- Die seit 1824 in La Rochette (heute Wohnkomplex in der Rue de La Rochette in Caluire-et-Cuire) bei Lyon bestehende Schwesterngemeinschaft wurde 1831 von Pradines übernommen und 1837 Abtei. 1972 wechselte der Konvent nach Belmont-Tramonet. Die 1864 in Riols (Saint-Benoît d'Ardouane) von La Rochette gegründete Tochter Sacré-Coeur de Marie wurde 1901 geschlossen.
- Die seit 1821 in der früheren Abtei Notre-Dame de Jouarre wieder bestehende Schwesterngemeinschaft wurde 1837 durch Pradines übernommen und wieder Abtei. Zweite Äbtissin war von 1840 bis 1881 die aus der Umgebung von Jouarre stammende Mélanie Gilquin (Schwester Athanase), die über Thérèse de Bavoz eine erste Biographie verfasste.
- Ebenfalls von Thérèse initiiert, wenn auch nicht mehr abgeschlossen, war 1839 die Übernahme des seit 1823 (offiziell 1827) in Saint-Jean-d’Angély (Bistum La Rochelle) bestehenden Nonnenklosters Notre-Dame des Anges (unter Marie-Magdeleine Coullaud, Schwester Gertrude, ehemals Abtei Saint-Maixent in Saint-Maixent-l’École). 1959 wechselten die Schwestern in die Abtei Sainte-Marie-de-Maumont in Juignac.
- 1853 gründete Pradines das Kloster Saint-Vincent in Chantelle (Bistum Moulins), das 1891 zur Abtei erhoben wurde.
- 1862 gründeten drei korsische Schwestern von Pradines das Kloster Erbalunga in Brando (Korsika) (1963 aufgegeben).

## Werke
- Lettres de Madame Thérèse de Bavoz, première abbesse de Pradines, Fondatrice de la Congrégation Bénédictine du Saint Coeur de Marie 1768-1838. Pradines 1942.